# Sint-Augustinuskerk (Beert)

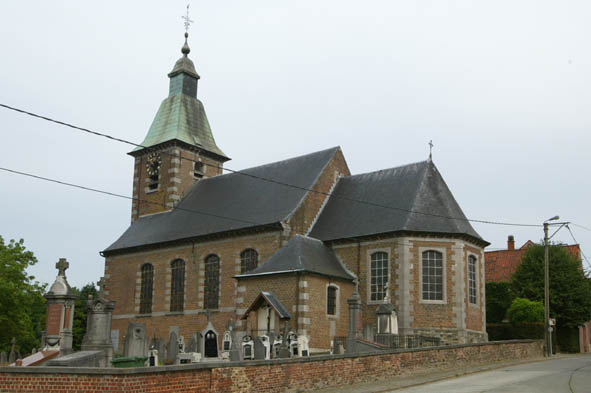
Sint-Antoniuskerk

De Sint-Augustinuskerk (ook wel als Onze-Lieve-Vrouwekerk vermeld) is de parochiekerk van de tot de Vlaams-Brabantse gemeente Pepingen behorende plaats Beert, gelegen aan de Nederbeertstraat.

## Geschiedenis
Er bestond al een kerk in Beert, die in 1758 vervangen werd door een classicistisch bouwwerk. De kerk was afhankelijk van de Abdij Cantimpré te Bellingen. In 1774 werd ook een nieuwe sacristie gebouwd.

## Gebouw
De eenbeukige bakstenen kerk met natuurstenen sierelementen heeft een ingebouwde westtoren en een verlaagd koor dat driezijdig is afgesloten. De toren heeft een helmvormig dak met daarop een kleine lantaarn. De kerk heeft steekboogvensters. In de toren vindt men een 17e-eeuws korfboogportaal dat hergebruikt is vanuit de oude kerk.

## Interieur
Het interieur wordt overkluisd door een bepleisterd tongewelf.
De kerk bezit beelden van Sint-Anna (16e eeuw), Sint-Eligius en Sint-Cornelius (17e eeuw), Sint-Augustinus en Onze-Lieve-Vrouw (18e eeuw). Het in kalksteen uitgevoerd doopvont is 16e-eeuws. Het kerkmeubilair is 18e-eeuws in Lodewijk XV en Lodewijk XVI-stijl waaronder een preekstoel van 1745 in rococostijl, zijaltaren van omstreeks 1750. De lambrisering en twee biechtstoelen (tweede helft 18e eeuw) zijn afkomstig uit het voormalig Sint-Elisabethklooster te Brussel.